# مگومو یوشیدا
مگومو یوشیدا (انگلیسی: Megumu Yoshida؛ زادهٔ ۱۳ آوریل ۱۹۷۳) بازیکن فوتبال اهل ژاپن است.
از باشگاه‌هایی که در آن بازی کرده‌است می‌توان به باشگاه فوتبال ویسل کوبه، باشگاه فوتبال جف یونایتد ایچیهارا چیبا، باشگاه فوتبال توکیو وردی، باشگاه فوتبال ساگان توسو، و باشگاه فوتبال سانفریس هیروشیما اشاره کرد.